# Team Fakta
Team Fakta oder EDS-Fakta war ein dänisches Radsportteam, das von 1999 bis 2003 bestand. Größter Erfolg war der Etappensieg beim Giro d’Italia 2003 von Kurt-Asle Arvesen.

## Geschichte
Das Team wurde 1999 von Peter Seijer Nielsen gegründet. Im ersten Jahr konnte nur der Auftaktsieg bei der Tour de Langkawie und der 15. Platz beim Grand Prix Herning erzielt werden. Bei der Rhodos-Rundfahrt konnte der erste Sieg 2000 erzielt werden. Daneben wurden noch dritte Plätze bei Groningen-Münster und beim Grote Prijs Jef Scherens sowie fünfte Plätze bei Grand Prix Midtbank, Grand Prix Pino Cerami und bei der Post Danmark Rundt erreicht. 2001 wurden neben den Siegen zweite Plätze beim Pfeil von Brabant, Boucles de l’Aulne, Grand Prix de Rennes sowie dritte Plätze beim Scheldeprijs, Grand Prix de Wallonie, Paris-Camembert, Paris-Bourges und Paris-Corrèze erwirkt. 2002 wurden 13 Siege erzielt und sowie acht zweite Plätze, unter anderem beim Schaal Sels Merksem und bei der Post Danmark Rundt. 2003 konnte das Team erstmalig am Giro d’Italia teilnehmen. Hierbei konnte ein Etappensieg und Platz 23 in der Gesamtwertung erzielt werden. Weiter Platzierungen waren eine zweiter Platz beim Etoile de Bessèges, bei Nokere Koerse, bei der Sachsen-Tour und Platz 5 beim Grand Prix Ouest France und Platz 12 bei Paris-Nizza. Am Ende der Saison 2003 löste sich das Team aufgrund von finanziellen Schwierigkeiten auf und ein Teil der Mannschaft wechselte in das neue Team Alessio-Bianchi.
Von 1999 bis 2001 und 2003 war die dänische Discounterkette Fakta Hauptsponsor und 2002 Co-Sponsor. 2002 wurde das US-amerikanisches Unternehmen für Ausgliederungsdienstleistungen Electronic Data Systems als Hauptsponsor gewonnen.

## Erfolge
1999
- eine Etappe Tour de Langkawi

2000
- Gesamtwertung und eine Etappe Circuit des Mines
- Rhodos-Rundfahrt
- Rund um die Hainleite
- eine Etappe Tour de Normandie
- Dänischer Meister – Straßenrennen (U23)

2001
- Gesamtwertung und zwei Etappen Sachsen-Tour
- zwei Etappen Herald Sun Tour
- eine Etappe Rhodos-Rundfahrt
- eine Etappe Tour de Normandie
- eine Etappe Rheinland-Pfalz-Rundfahrt
- eine Etappe Ster Elektrotoer
- Grand Prix Pino Cerami
- Luxemburg-Rundfahrt
- GP de Fourmies
- Paris–Corrèze
- Schwedischer Meister – Straßenrennen
- Norwegischer Meister – Einzelzeitfahren

2002
- Le Samyn
- Paris-Camembert
- Gesamtwertung und eine Etappe Luxemburg-Rundfahrt
- Paris–Bourges
- GP Schwarzwald
- Route Adélie
- Schweden-Rundfahrt
- eine Etappe Rheinland-Pfalz-Rundfahrt
- eine Etappe Circuit des Mines
- eine Etappe Österreich-Rundfahrt
- Norwegischer Meister – Straßenrennen

2003
- eine Etappe und  Intergirowertung Giro d’Italia
- GP de Villers-Cotterêts
- Grand Prix S.A.T.S.
- Schwedischer Meister – Einzelzeitfahren

## Bekannte Fahrer
- Allan Bo Andresen (1999–2003)
- Marcus Ljungqvist (2000–2002)
- Nicki Sørensen (2000)
- Kurt-Asle Arvesen (2001–2003)
- Scott Sunderland (2001–2003)
- Allan Johansen (2001–2003)
- Michael Skelde (2001–2003)
- Lars Bak (2001–2003)
- Magnus Bäckstedt (2002–2003)
- Lars Ytting Bak (2002–2003)
- René Jørgensen (2002–2003)
- Jacob Moe Rasmussen (2002–2003)
- Michael Reihs (2003)
- Werner Riebenbauer (2003)
- Frank Høj (2003)